# Jempy Drucker
Pour les articles homonymes, voir Drucker.

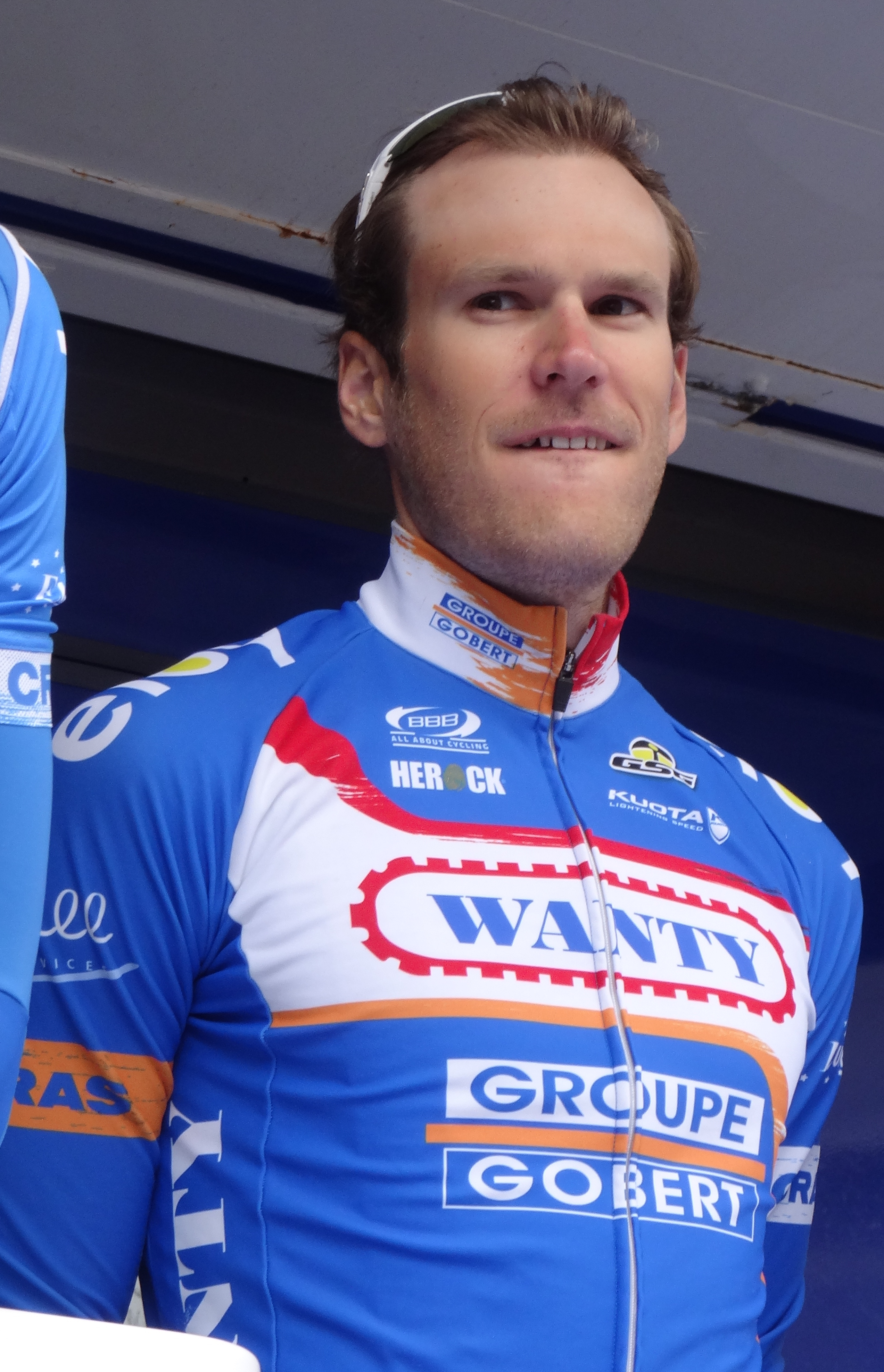
Jempy Drucker aux Quatre Jours de Dunkerque 2014, membre de l'équipe cycliste Wanty-Groupe Gobert.

Jempy (Jean-Pierre) Drucker, né le 3 septembre 1986, à Sandweiler, est un coureur cycliste luxembourgeois. Professionnel de 2011, à 2021, il a pratiqué le cyclisme sur route et le cyclo-cross, discipline dont il est onze fois champion du Luxembourg, toutes catégories confondues.

## Biographie
Dans les catégories de jeunes, Jempy Drucker est champion du Luxembourg sept années consécutives : en catégorie débutant en 2001 et 2002, junior en 2003 et 2004, espoir de 2005 à 2007. En 2006, il gagne également le titre élite.
D'octobre 2004 à 2008, Drucker est membre de l'équipe belge Fidea. En septembre 2008, il obtient sa première sélection en équipe nationale pour le championnat du monde sur route, pour lequel le Luxembourg a neuf places. En fin de saison, il s'engage avec l'équipe H20, qui ne voit finalement pas le jour. Il rejoint en 2009 l'équipe continentale Differdange. En 2010, il gagne le prologue de la Flèche du Sud et prend la deuxième place du Grand Prix de la ville de Zottegem. Durant la saison de cyclo-cross 2010-2011, il obtient un nouveau titre de champion du Luxembourg, puis quitte cette discipline pour se consacrer à la route.
En 2011, Jempy Drucker devient coureur professionnel au sein de l'équipe belge Verandas Willems-Accent,. Son meilleur résultat durant cette saison est la sixième place du Grand Prix de la ville de Zottegem. Il est sélectionné en équipe du Luxembourg pour le championnat du monde sur route. En août 2012, il est deuxième du Grand Prix de la ville de Zottegem, troisième de la Coupe Sels. Le mois suivant, il est sixième de Paris-Bruxelles. Il est sélectionné en équipe nationale pour le championnat du monde sur route, dont il prend la 62e place. Durant l'été 2013, il prend la sixième place du Tour de Wallonie. En fin de saison, il est notamment troisième du Grand Prix d'Isbergues, cinquième du Eurométropole Tour. En 2014, il est 25 fois placé parmi les dix premiers. Il obtient de bons résultats lors des classiques flandriennes : sixième du Circuit Het Nieuwsblad, quatrième d'À travers les Flandres, vingtième du Paris-Roubaix. En juin, il est deuxième du Tour de Luxembourg, après avoir occupé la tête du classement général pendant une journée. En fin de saison, il est sixième de Paris-Tours.
En 2015, il est recruté par l'équipe World Tour BMC Racing et s'adjuge la RideLondon-Surrey Classic durant l'été.
En 2017 il termine troisième du Tour du Poitou-Charentes. En juillet 2018, il termine septième de la RideLondon-Surrey Classic. En avril 2019, il est victime d'une chute dans le dernier virage d'À travers les Flandres et d'une commotion cérébrale et d'une fracture de la sixième vertèbre cervicale, nécessitant plusieurs semaines d'absence.
En 2020, il se classe cinquième des Trois Jours de Bruges-La Panne, une course inscrite au calendrier de l’UCI World Tour. La même année, il est sélectionné pour représenter son pays lors de la course en ligne des championnats d'Europe de cyclisme sur routemais ne prend pas le départ de l'épreuve.
Lors de la saison 2021, il rejoint Cofidis, mais n'est pas conservé à l'issue de la saison. Se retrouvant sans équipe, il arrête sa carrière à 35 ans.

## Palmarès sur route

### Par années
- 1998
  - 3e du championnat du Luxembourg sur route minimes
- 1999
  - 3e du championnat du Luxembourg sur route cadets
- 2000
  - 3e du championnat du Luxembourg sur route cadets
- 2001
  - 3e du championnat du Luxembourg sur route débutants
- 2002
  -  Champion du Luxembourg sur route débutants
- 2003
  - 2e du championnat du Luxembourg sur route juniors
  - 2e du championnat du Luxembourg du contre-la-montre juniors
- 2008
  - 3e du championnat du Luxembourg sur route espoirs
- 2010
  - Prologue de la Flèche du Sud
  - 2e du Grand Prix de la ville de Zottegem
- 2012
  - 2e du Grand Prix de la ville de Zottegem
  - 3e de la Coupe Sels
- 2013
  - 3e du championnat du Luxembourg sur route
  - 3e du Grand Prix d'Isbergues
- 2014
  - 2e du Tour de Luxembourg
- 2015
  - RideLondon-Surrey Classic
  - 1re étape du Tour d'Espagne (contre-la-montre par équipes)
  - 2e du championnat du Luxembourg du contre-la-montre
- 2016
  - 1re étape du Tirreno-Adriatico (contre-la-montre par équipes)
  - Prologue du Tour de Luxembourg
  - 16e étape du Tour d'Espagne
  - 2e du championnat du Luxembourg du contre-la-montre
  - 9e du Grand Prix E3
- 2017
  -  Champion du Luxembourg du contre-la-montre
  - 1re étape du Tour de Luxembourg
  - 4e étape du Tour de Wallonie
  - 2e du Grand Prix Pino Cerami
  - 2e du Primus Classic
  - 3e du Tour du Poitou-Charentes
  - 6e de la RideLondon-Surrey Classic
- 2018
  - 2e de l'Eurométropole Tour
  - 7e de la RideLondon-Surrey Classic
- 2019
  - 6e du Circuit Het Nieuwsblad
- 2020
  - 3e du championnat du Luxembourg sur route
  - 5e des Trois Jours de Bruges-La Panne
- 2021
  - 2e du championnat du Luxembourg sur route

### Résultats sur les grands tours

#### Tour d'Italie
1 participation
- 2018 : 118e

#### Tour d'Espagne
3 participations
- 2015 : 118e, vainqueur de la 1re étape (contre-la-montre par équipes)
- 2016 : 142e, vainqueur de la 16e étape
- 2019 : non-partant (20e étape)

### Classements mondiaux
| Année                                 | 2009 | 2010 | 2011 | 2012 | 2013 | 2014 | 2015 | 2016 | 2017 | 2018 | 2019 | 2020 | 2021 |
| ------------------------------------- | ---- | ---- | ---- | ---- | ---- | ---- | ---- | ---- | ---- | ---- | ---- | ---- | ---- |
| UCI World Tour                        |      |      |      |      |      |      | 138e | 113e | 96e  | 125e |      |      |      |
| Classement mondial                    |      |      |      |      |      |      |      | 159e | 57e  | 122e | 488e | 112e | 569e |
| UCI Europe Tour                       | 548e | 108e | 551e | 75e  | 39e  | 12e  |      | 211e | 32e  | 113e | 376e | 95e  | 456e |
| UCI Asia Tour                         | nc   | nc   | nc   | nc   | nc   | nc   |      | 511e | 68e  | 177e |      |      |      |
|                                       |      |      |      |      |      |      |      |      |      |      |      |      |      |
| Légende : nc = non classéSource : UCI |      |      |      |      |      |      |      |      |      |      |      |      |      |

## Palmarès en cyclo-cross
| - 2000-2001 - Champion du Luxembourg de cyclo-cross débutants - 2001-2002 - Champion du Luxembourg de cyclo-cross débutants - 2002-2003 - Champion du Luxembourg de cyclo-cross juniors - 2003-2004 - Champion du Luxembourg de cyclo-cross juniors - 2004-2005 - Champion du Luxembourg de cyclo-cross espoirs - 2005-2006 - Champion du Luxembourg de cyclo-cross - Champion du Luxembourg de cyclo-cross espoirs | - 2006-2007 - Champion du Luxembourg de cyclo-cross espoirs - 3e du championnat du Luxembourg de cyclo-cross - 2007-2008 - Champion du Luxembourg de cyclo-cross - Grand Prix Julien Cajot, Leudelange - Superprestige espoirs #7, Hoogstraten (U23) - 2009-2010 - Champion du Luxembourg de cyclo-cross - Grand Prix Julien Cajot, Leudelange - 2010-2011 - Champion du Luxembourg de cyclo-cross |  |

## Palmarès en VTT
- 2005
  -  Médaillé d'argent de cross-country aux Jeux des Petits États d'Europe